# Yanda-Bobilis
Yanda-Bobilis est un village camerounais de la région de l'Est. Il se situe dans le département de Lom-et-Djérem et il dépend de la commune de Bélabo et du canton de Bobilis. Il se trouve sur la route de Diang à Ndemba II et à Ebaka. 

## Population
D'après le recensement de 1966, Yanda-Bobilis comptait 144 habitants. Il en comptait 465 en 2005. 

## Infrastructures
En 2012, le plan communal de développement de Bélabo prévoit la réhabilitation de deux salles de classe à l'EM de Yanda-Bobilis.

## Annexe